# 10e régiment de cuirassiers
Das 10e régiment de cuirassiers (kurz:10e RC) war ein Verband des französischen Heeres. 1643 aus kroatischen Reitersöldnern aufgestellt, wurde es 1667 in die Linienkavallerie übernommen und 1803 zu Kürassieren umgewandelt. 1919 aufgelöst, wurde es 1939/1940 als Panzeraufklärungsregiment in der Panzerdivision von Charles de Gaulle kurz reaktiviert und 1971 als gekadertes Reserveregiment wohl nur vorübergehend wieder aufgestellt.
Die länglichen Halstücher aus der kroatisch geprägten Gründungsphase des Regiments gelten als Vorläufer der Krawatte, deren Name auch davon hergeleitet wird.

## Formationsgeschichte
- 1643 : Auf besonderen Wunsch von König Louis XIII. wurden am 13. August 1643 durch den Comte Jean de Balthazard aus kroatischen Reitern drei Fremden-Kavallerieregimenter (régiments-etrangér de cavalerie) aufgestellt. Nach der Demission von de Balthazard am 1. Januar 1657 ging die Charge an den Comte de Rochechouart über. Im Jahre 1667 wurden die Reste der drei Regimenter zu einem zusammengefasst, das den Namen „Royal-Cravate cavalerie“ erhielt.[1] Das Regiment bestand zu dieser Zeit aus zwei Escadrons. Mestre de camp war der König selbst, tatsächlicher Kommandeur war somit der jeweilige Mestre de camp en second.
- 1761 : Eingliederung des „Régiment de Chabrillan cavalerie“ (dadurch Verdoppelung der Stärke von zwei auf vier Escadrons. Jede Escadron bestand aus 4 Kompanien zu je 40 Reitern, zusammen 649 Reiter)
- 1791 : Umbenennung in: 10e régiment de cavalerie
- 1803 : Umbenennung in: 10e régiment de cuirassiers
- 1815 : Auflösung
- 1825 : Wiederaufstellung als: 10e régiment de cuirassiers
- 1919 : Auflösung
- 1940 : Wiederaufstellung als teilgepanzertes Aufklärungsregiment in der „4e division cuirassée de réserve“ (4. Reserve-Kürassierdivision)
- 1940 : mit dem Waffenstillstand aufgelöst
- 1971 : als inaktives Reserveregiment wieder aufgestellt

## Regimentsstandarten des Ancien Régime

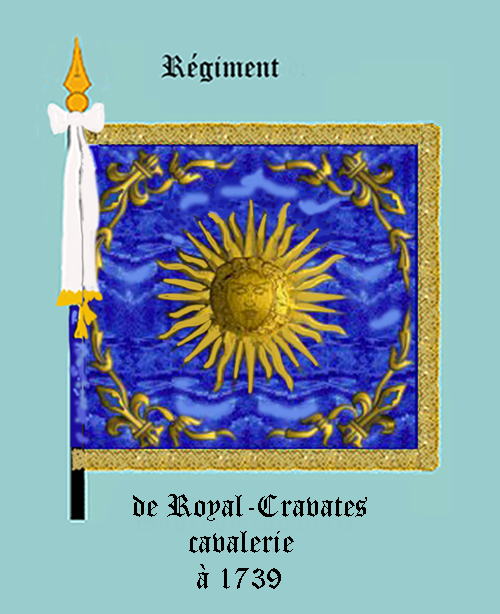
Vorderseite bis 1739
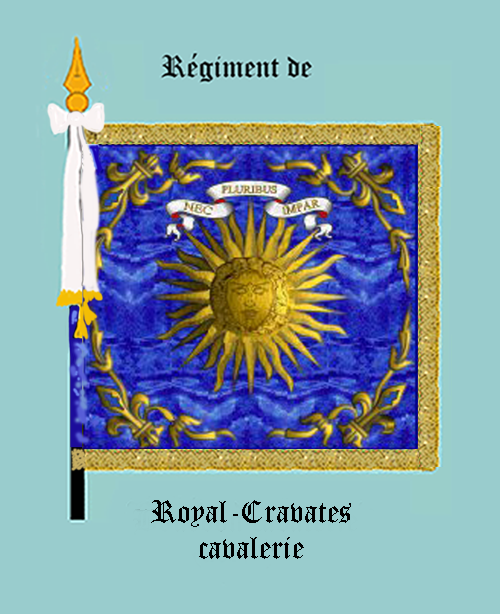
Vorderseite  1739 bis 1791
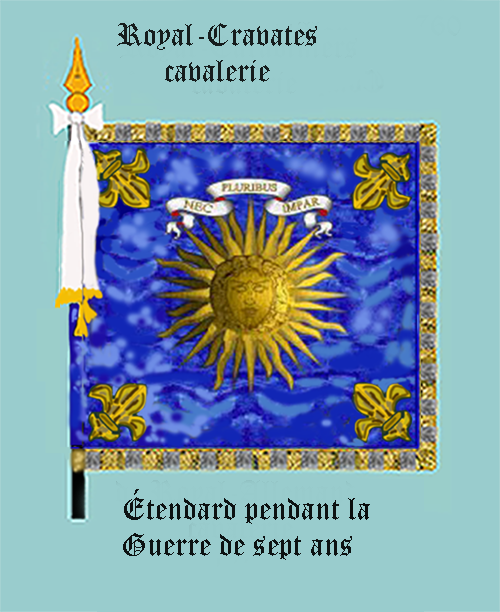
Vorderseite während des Siebenjährigen Krieges
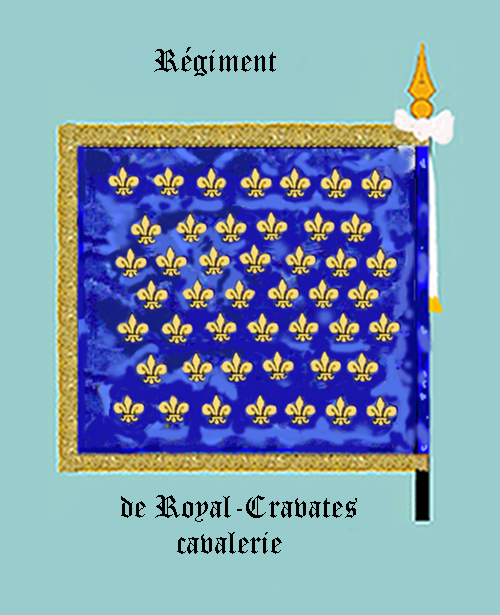
Rückseite

## Regimentskommandanten
Mestre de camp war von 1569 bis 1789 Rangbezeichnung für den Regimentsinhaber und/oder den tatsächlichen Kommandanten eines Kavallerieregiments. Die Bezeichnung Colonel wurde von 1789 bis 1793 und dann wieder ab 1803 geführt. Sollte es sich bei dem Mestre de camp um eine Person des Hochadels handeln, die an der Führung des Regiments kein Interesse hatte (wie z. B. der König oder die Königin) so wurde das Kommando dem „Mestre de camp lieutenant“ (oder „Mestre de camp en second“) überlassen. Von 1793 bis 1803 verwendete man in der französischen Armee die Bezeichnung Chef de brigade. Ab 1791 gab es keine Regimentsinhaber mehr.
- 13. August 1643: Jean, comte de Balthazard
- 1. Januar 1657: Louis-Victor de Rochechouart, comte de Vivonne
- 13. Januar 1669: Camille d'Hostun, comte de Tallard
- September 1679: comte de Goësbriant
- 10. Juni 1685: François de La Rochefoucauld, comte de Roucy
- 10. Mai 1692: Le Veneur, comte de Tilliéres
- 1. August 1697: Yves, comte d’ Alégre
- 21. Oktober 1705: Jacques de Chabannes, marquis de Curton
- März 1719:  de Grandpré, marquis de Joyeuse
- 12. April 1725: Michel-Charles-Dorothée de Roncherolles, marquis de Pont-Saint-Pierre
- 27. Februar 1742: François-Marie Le Danois, marquis de Cernay
- 27. Juli 1747: marquis de Flachsland
- 10. Oktober 1755 bis 3. Januar 1770: René Mans de Froulay, comte de Tessé
- 3. Januar 1770: Louis-François du BOUCHET de SOURCHES, marquis de Tourzel
- 10. November 1786: Joseph-François-Louis-Charles-César, comte de Damas
- 10. März 1788: Honoré-Anne-Charles-Maurice Grimaldi, duc de Valentinois
- 1791: Colonel Charles-Joseph Randon de Pully
- 1792: Colonel Marc-Pierre de la Turmeliere
- 1793: Chef de brigade de Grave (?)
- 1794: Chef de brigade Christophe Ossvald
- 1795: Chef de brigade Gaspard Dubouchat
- 22. April 1797–1806 : Chef de brigade (seit 1803 wieder Colonel) Pierre François Latay
- 1806 : Colonel Samuel-Francois l'Héritier
- 1809 : Colonel Louis-Bernard Franck
- 1812 : Colonel Pierre-Adriende Lahuberdière (oder de la Huberdiere)
- Louis Auguste de Bourbel de Montpinçon
- 1831–1834 : Colonel Alexandre Bache
- 1834–1843 :Colonel de Waldner de Freunstein
- 1843–1851 : Colonel Gado
- 1851–1857 : Colonel Rigaud de Rochefort
- 1857–1866 : Colonel René Augustin Galland de Longuerue
- 1866–1868 : Colonel Dupressoir
- 1868–1875 : Colonel Juncker
- 1875–1879 : Colonel MacDermott
- 1879–1885 : Colonel Ducheyron
- 1885–1892 : Colonel Chauveau de Bourdon
- 1892–1894 : Colonel Canonge
- 1894–1900 : Colonel Geay de Montenon
- 1900–1901 : Colonel de Fry
- 1901–1910 : Colonel Caillard d'Aillières
- 1910–1914 : Colonel Bartoli

### Gefallene oder verwundete Offiziere des Regiments zwischen 1805 und 1815
- Colonel l'Heritier: verwundet am 8. Februar 1807, am 22. Mai 1809 und am 11. Juli 1809
- Gefallene Offiziere: 11
- an ihren Verwundungen gestorbene Offiziere: 7
- verwundete Offiziere: 58

## Gefechtskalender

### Ancien Régime
Unter dem Ancien Régime nahm das Regiment an den folgenden Kriegen teil:
- Devolutionskrieg
- Holländischer Krieg
- Aufstand im Roussillon („Revolte des Angelets“ 1674)
- Pfälzischer Erbfolgekrieg
- Spanischer Erbfolgekrieg
- Polnischer Erbfolgekrieg

1733 und 1734 stand das Regiment am Rhein
- Österreichischer Erbfolgekrieg

1742 Einsatz in Flandern und 1743 in Deutschland. 1744 wieder in Flandern vor Bapaume.
1745 Schlacht bei Fontenoy
17147 Bei der Belagerung von Bergen op Zoom
- Siebenjähriger Krieg

1749 lag das Regiment in Guincamp; 1750 in Tours; 1752 in Le Quesnoy; 1753 in Mézières; und 1755 in Maubeuge in Garnison.
1760: Gefecht bei Korbach

### Kriege der Revolution und des Ersten Kaiserreichs

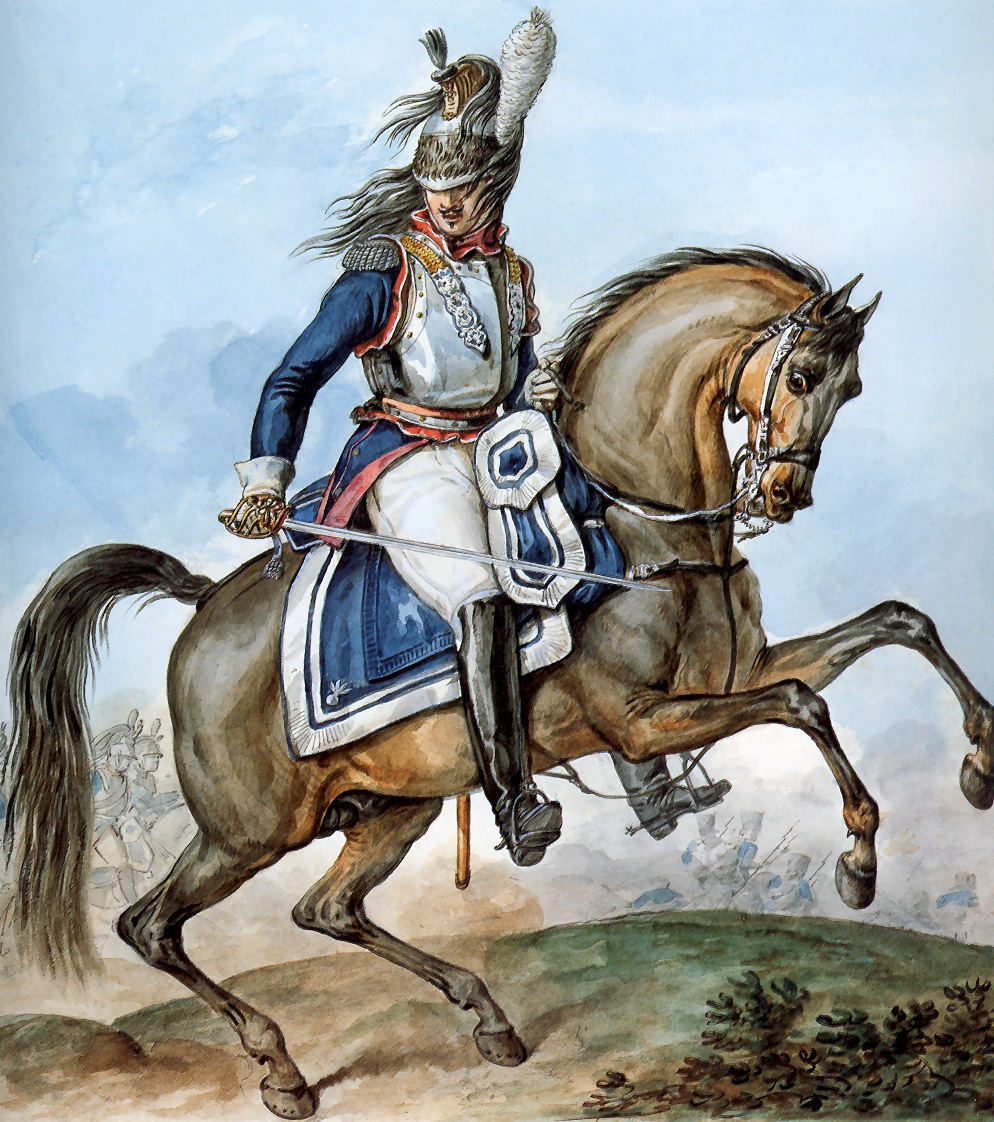
Colonel des 10^{e} RC in der Grande Armée

Das nunmehrige „10e régiment de cavalerie“ war den folgenden Armeen zugeteilt:

#### 1792
Als Teil der Armée du Centre (Zentrumsarmee) nahm es an der Kanonade bei Valmy teil und erhielt dafür als erste Standarteninschrift „VALMY 1792“ verliehen.

#### 1793–1794
In der Armée de Moselle (Moselarmee) nahm es an der Schlacht bei Fleurus teil, in der die österreichischen Truppen in die Flucht geschlagen wurden.

#### 1794–1797
Als Teil der Armée de Sambre-et-Meuse kämpfte es bei Gießen am 15. September 1796 und in der Schlacht bei Neuwied am 18. April 1797.

#### 1799–1800
In der Armée du Rhin kämpfte es bei Offenburg am 15. Juni 1800 und in der Schlacht bei Hohenlinden am 3. Dezember 1800.

#### 1804
Garnison in Haguenau unter dem Kommando von Colonel Lataye

#### 1805–1806
In der Grande Armée bildete es mit dem 1er régiment de cuirassiers, dem 5e régiment de cuirassiers, und dem 6e régiment de cuirassiers die „Division de cuirassiers“ von Général Jean-Joseph Ange d’Hautpoul.
- Schlacht bei Austerlitz

Das Regiment gehörte zur Reservekavallerie, die mit drei Attacken dafür sorgte, dass die Truppe des Feldmarschalleutnant Moritz von Liechtenstein aufgerieben wurde und die Reste sich auf die Höhe von Pratzen zurückziehen musste.
- Schlacht bei Jena

Die Kavalleriedivision des Général Hautpol verließ Landshut am 4. Oktober und marschierte in Richtung Jena. Das von Colonel l’Héritier kommandierte 10e RC wurde sofort nach dem Eintreffen auf dem Schlachtfeld eingesetzt. Es attackierte den Feind und beschleunigte so dessen Absetzbewegung in Richtung Weimar. Nach der Schlacht marschierte das Regiment nach Warschau und bezog in der dortigen Region Winterquartiere.

#### 1807
Am 6. Februar waren die Kürassiere in ein Scharmützel mit der russischen Nachhut bei Hoff verwickelt. Durch mehrere Angriff geschwächt, zogen sich die Russen zurück.
- Schlacht bei Eylau

Nach der Schlacht wird das Regiment am 23. Februar in Königsberg (Preußen) erwähnt, um dann nach Magdeburg abzumarschieren.

#### 1808
Eine Kompanie wurde abgezogen und einem provisorischen Kürassierregiment bei der Spanienarmee zugeteilt. Nach der Niederlage in der Schlacht bei Baylen am 22. Juli 1808 entschied Napoleon die Reste der beiden provisorischen Regimenter zusammenzulegen. Per kaiserlichem Dekret vom 1er vendémiaire de l’an II (1. Oktober 1808) wurde das „13e régiment de cuirassiers“ gebildet.

#### 1809
Während des Fünften Koalitionskrieges stand das Regiment in Deutschland. Es war der Brigade Gillon, 2e division Général Saint Sulpice im Reservecorps Bessières zugeteilt. Kommandeur war der Colonel Frank.
- Schlacht bei Eckmühl

Hier zeichnete sich das Regiment am 22. April durch seine außergewöhnlich Standfestigkeit aus, was ihm auf der Standarte die Inschrift: „ECKMÛHL 1809“ einbrachte.
- Schlacht bei Aspern am 22. Mai
- Schlacht bei Wagram am 22. Juni
- Schlacht bei Znaim am 10. Juli

#### 1812
Während des Russlandfeldzuges war das 10e RC der Brigade Watier im Kavalleriekorps Montbrun zugeteilt. Das Korps gehörte zur Reservekavallerie von Joachim Murat. Regimentskommandeur war der Colonel de Lahuberdière. Es zeichnete sich am 7. September bei der Wegnahme der „Grande redoute“ in der Schlacht bei Borodino aus. Dadurch wurde der Armee der Weg nach Moskau geöffnet und das Regiment erhielt für seinen Einsatz die fünfte Inschrift auf der Standarte: „LA MOSKOVA 1812“.
Am 18. Oktober kämpften die Kürassiere in der Schlacht bei Tarutino und führten dann Rückzugsgefechte, bis sie am 21. November in Baryssau anlangten.
Die Überlebenden des Rückzuges aus Russland wurden in Elbing neu formiert.

#### 1813
Nur noch drei Escadrons stark, bildete das 10e RC zusammen mit dem 7e régiment de cuirassiers und dem „14e régiment de cuirassiers“ die „Brigade Thierie“ in der „2e division Saint-Germain“ im Kavalleriekorps Sebastiani
- Schlacht bei Bautzen
- Schlacht bei Hanau
- Völkerschlacht bei Leipzig

Nach der Niederlage bei Leipzig marschierte das Regiment nach Frankreich zurück und überquerte dabei am 2. Oktober den Rhein. Eine Escadron war zur Armee von Davout nach Hamburg abkommandiert worden.

#### 1814
Nachdem der Krieg bis nach Frankreich vorgedrungen war, kämpften die Kürassiere noch in verschiedenen Rückzugsgefechten. Nur noch aus einer schwachen Escadron bestehend, befand sich das Regiment am 6. April, dem Tag der Abdankung von Napoleon, in Paris. Die zu diesem Zeitpunkt noch in Hamburg stehende Escadron (nur noch ein Détachement) bildeten während der Belagerung von Hamburg zusammen mit den Resten anderer Einheiten das „15e régiment de cuirassiers“.
Nach der Abdankung Napoleons wurde per königlichem Dekret vom 12. März 1814 das 10e RC nicht aufgelöst, sondern zusammen mit den Resten anderer Kürassierregimenter das „Corps Royal des Cuirassiers de France“ aufgestellt. Diese Bezeichnung sollte zehn Monate nicht überdauern.

#### 1815 (Herrschaft der Hundert Tage)

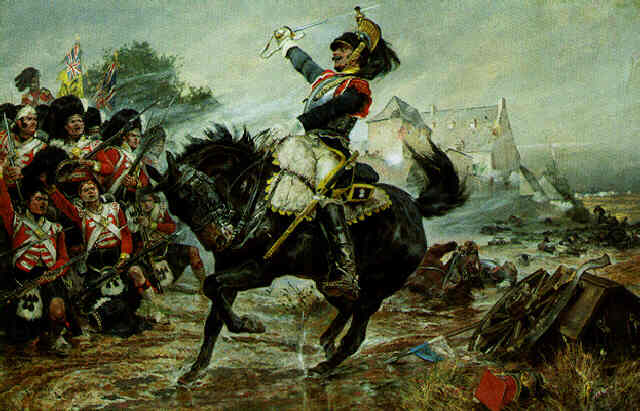
Kürassier in der Schlacht bei Waterloo

Nach der Rückkehr von Napoleon am 20. März in Paris wurde die Armee sofort reorganisiert und jedes Regiment erhielt seine vorige Bezeichnung zurück. Das 10e RC war nunmehr unter dem Kommando von Colonel Baron Lahuberdière der „Brigade Farine“, „Division Delort“ im Kavalleriekorps Milhaud zugewiesen.
- Schlacht bei Ligny Teilnahme an der Zurückschlagung der preußischen Kavallerie
- Schlacht bei Waterloo

Nach der zweiten Abdankung von Napoleon wurde das Regiment am 30. August 1815 aufgelöst.
Mit der Verfügung zur Reorganisation der Kavallerie vom 27. Februar 1825 wurde es als „10e régiment de cuirassiers“ wieder aufgestellt.
Außer einer Expeditionen nach Belgien 1831 hatte das Regiment bis 1870 keine Kampfeinsätze zu verzeichnen.

### Zweites Kaiserreich
- Deutsch-Französischer Krieg

Am 27. Juli 1870 erhielten die Kürassiere ihren Mobilisierungsbefehl. Vier Escadrons mit 47 Offizieren und 537 Reiter rückten nach Pont-à-Mousson aus, wo das Regiment am 29. Juli mit dem 7e régiment de cuirassiers von Colonel Nitot die 2. Kavalleriebrigade (Général de Grammont, duc des Lesparre) bildete. Die 2. Kavalleriebrigade und die 1. Kavalleriebrigade (Général Prince Murat) wiederum bildeten die 3. Kavalleriedivision unter Général de division de Forton, die Reserve-Kavalleriedivision der Armée du Rhin. Am 11. August stand das Regiment in Montigny-lès-Metz.
- Schlacht bei Mars-la-Tour

Nach einigen ergebnislosen Marschbewegungen und nach Scharmützeln mit den deutschen Vorausabteilungen stand die Einheit bei Vionville. Am Abend wurde die französische Vorhut von deutschem Artilleriefeuer überrascht und zog sich auf das Plateau bei Vionville und Rezonville zurück. Die 1. Escadron war mit dem „7e régiment de cuirassiers“ an dem Gegenangriff in die Flanke der Brigade Bredow beteiligt
Nach der Schlacht bei Sedan gehörte das Regiment zu den Einheiten, die sich in die Festung Metz zurückzogen. Von den Kürassieren gelang dies nur noch dem 7e RC.
Lediglich die 1. Escadron konnte sich auszeichnen, als sie unter dem Kommando von Lieutenant Colonel Pobéguin und Capitaine de Lascousin zusammen mit anderen Einheiten in der Schlacht bei Vionville der Brigade Bredow in die Flanke fiel.
Ausgenommen von dieser heroischen Episode verharrte das Regiment während der gesamten Belagerung von Metz  bewegungslos in der École de pyrotechnic ohne irgendwie tätig zu werden.

### 1871 bis 1914
- 1907: Garnison in Lyon. Einsatz bei der Winzerrebellion im Languedoc. Am 19. Juni ging es gegen die Aufständischen vor, die in Narbonne die Unterpräfektur belagerten. Da Schusswaffen eingesetzt wurden, kam es zu einem Todesfall – ein ehemaliger Börsensekretär, der mit der Sache nichts zu tun hatte – 15 der Aufständischen wurden schwer verletzt.[3]

### Erster Weltkrieg
Das Regiment wurde unmittelbar nach Beginn des Ersten Weltkrieges am 31. Juli 1914 in Lyon mobilisiert. Der Mobilisierungsbefehl traf um 19:20 Uhr beim Regimentskommandeur Colonel Bartoli ein.
Zusammen mit dem 7e régiment de cuirassiers  bildete es die 5. Brigade in der 6. Kavalleriedivision.

#### 1914
- Am 1. August erfolgte die Bahnverladung nach Dijon und am folgenden Tag wurde der zugewiesene Frontabschnitt an der Meurthe erreicht. Am 14. August attackierten Teile des Regiments eine bayerische Kavallerieabteilung. Bis zum Ende des Monats weitere Gefechte in Lothringen.
- September Verlegung in die Champagne.
- Oktober – November Einsatz in Flandern: bei Hazebrouck, Paschendaele, Ypern, Saint Eloi

#### 1915
- Februar bis August: Einsatz im Elsaß, im Artois und in Lothringen
- September bis Oktober: Stellungskämpfe in der Champagne
- 11. November bis...

#### 1916
- August: Einsatz in Lothringen
- 17. August bis …

#### 1917
- ...6. August: in Maisons Laffitte zur Verfügung des Militärgouverneurs von Paris
- Herbst bis...

#### 1918
- ...Februar: Stellungskämpfe in der Region Blérancourt
- März bis April: Stellungskämpfe an der Somme und am Kemmelberg
- 28. Mai bis 5. Juni: Stellungskämpfe bei Fismes und an der Marne
- Juni bis Oktober: Stellungskämpfe in der Champagne2
- November: in Lothringen
- 19. November: Einzug in Metz

### Zwischenkriegszeit
Am 5. Juli 1919 wurden das Personal und die Depotkompanie zum 9e régiment de cuirassiers überstellt. Das « 10e régiment de cuirassiers » wurde in einen Kaderverband umgewandelt.

### Zweiter Weltkrieg

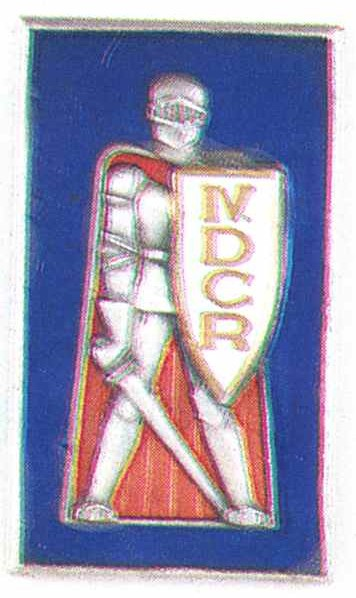
Abzeichen der 4. Reserve-Kürassierdivision (4^{e} DRC)

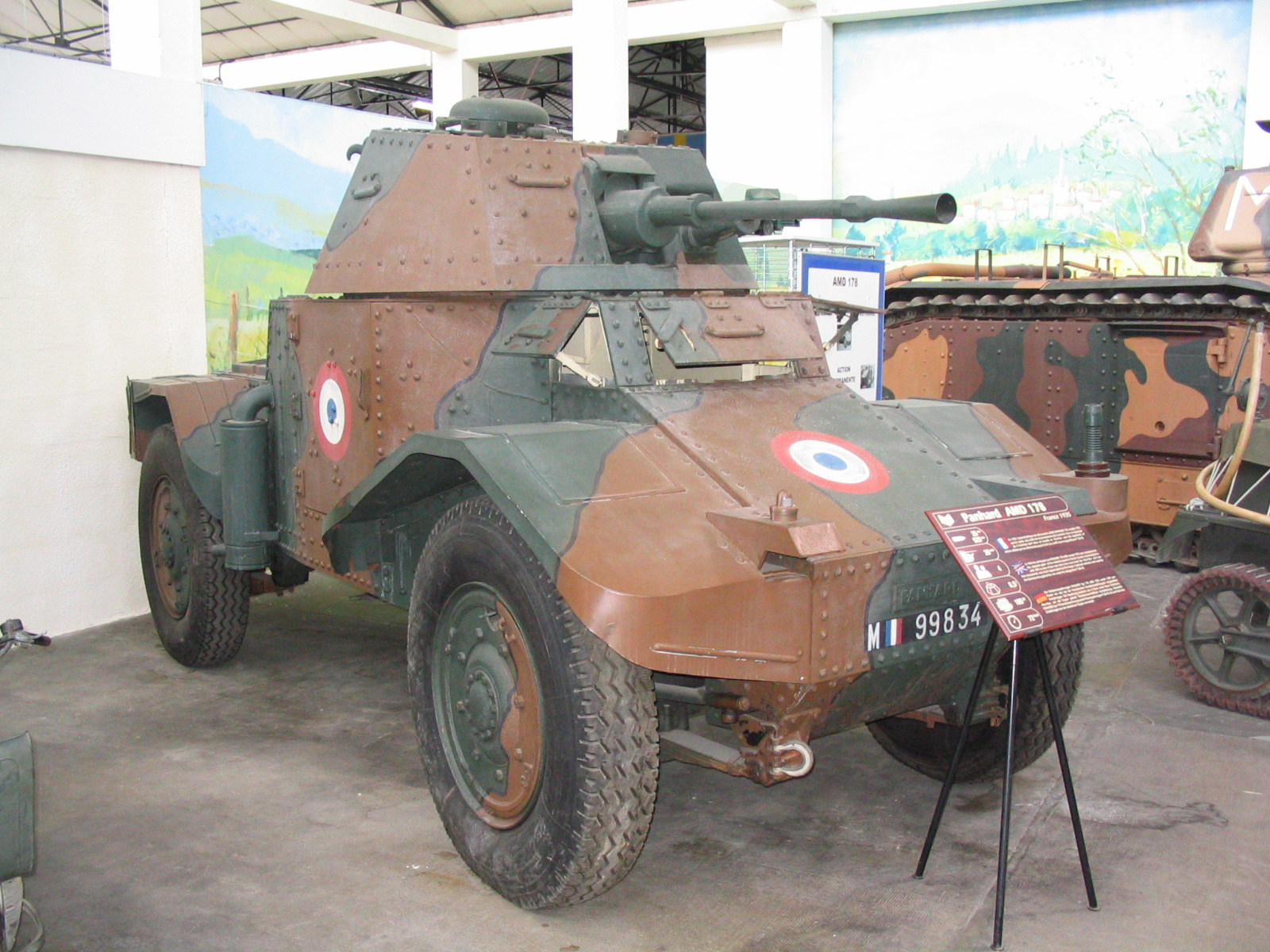
Automitrailleuse (Spähpanzer) „Panhard P178“

Vorgesehen war die Aufstellung einer « 4e division légère mécanique » (4. Leichte Mechanisierte Division), mit der « 8e brigade légère mécanique » (8. Leichte Mechanisierte Brigade) in die das 10e RC eingegliedert werden sollte. Als Ausrüstung waren 48 Radpanzer vom Typ Panhard 178 bereitgestellt. Damit entsprach es einem Brigade-Aufklärungsregiment.
Das technische Vorsprung der Wehrmacht zu Beginn des Frankreichfeldzuges des Zweiten Weltkrieges zwangen das französische Hauptquartier zur überhasteten Aufstellung einer gepanzerten Division, der 4e division cuirassée de réserve (4e DCR) unter dem Kommando von Colonel de Gaulle. Dazu wurde das Material verwendet, das zur Aufstellung der « 4e division légère mécanique » bereitstand.
Das 10e RC wurde 1939 als Aufklärungsregiment mobilisiert :
- Regimentsstab: 7 Offiziere, 77 Unteroffizier und Mannschaften, 15 Motorräder, 2 Beiwagenkräder, 8 Verbindungsfahrzeuge, 1 Automitrailleuse mit Funkausrüstung, 7 leichte Lkw (camionettes)
  - 1 Aufklärungsgruppe
  - 1 Fernmeldegruppe
  - 1 Führungsgruppe
  - 1 Sanitätsgruppe
- 1 zusätzliche Escadron: 4 AMD in Reserve, 200 Mann, 4 Bergefahrzeuge, 2 Werkstatt-Lkw, 2 Sanitätsfahrzeuge, 2 Tankfahrzeuge
- 2 Escadronsgruppen mit je:
  - Stab: 1 Automitrailleuse AMD, 8 Kräder, 1 Beiwagenkrad, 5 Pkw, 25 Soldaten
  - 1. Escadron :153 Soldaten, 21 AMD Panhard 178, 21 Kräder, 3 Beiwagenkräder, 16 Maschinengewehre, 1 Mörser 60 mm, 6 Verbindungsfahrzeuge, 4 leichte Lkw, 3 mittlere LKW
    - Stabsgruppe 1 AMD, 9 Kräder, 3 Beiwagenkräder, 6 Verbindungsfahrzeuge, 4 Lieferwagen, 3 Lkw, 1 Mörser 60 mm
    - 4 Radpanzerzüge mit je 5 AMD Panhard 178, 3 Kräder

  - 2. Escadron : (Kradschützen)  147 Soldaten, 55 Beiwagenkräder, Kräder, 16 Maschinengewehre, 1 Mörser 60 mm, 2 Pkw, 4 leichte Lkw, 2 mittlere Lkw
    - Stab: 43 Soldaten 3 Beiwagenkräder
      - Stabsgruppe: 7 Soldaten 3 Beiwagenkräder, 1 Krad
      - 2 Sicherungsgruppen mit je:  10 Soldaten, 5 Beiwagenkrädern, 2 Maschinengewehren

- Gesamt :
- 67 Offiziere
- 129 Unteroffiziere
- 753 Mannschaften
- 44(+4)  Panhard AMD-178
- 223 Kräder und Beiwagenkräder
- 2 Mörser 60 mm
- 32 Maschinengewehre, une centaine de véhicules de tout type, dont 34 voitures de liaison, 38 camionnettes et 33 camions.
- etwas mehr als 100 sonstige Radfahrzeuge aller Hersteller, einschließlich:

34 Verbindungsfahrzeuge (Pkw)
38 leichte Lkw
33 mittlere Lkw
In der Nacht vom 17. auf den 18. Mai traf das Regiment bei der « 4e DRC » ein. Vom 16. Mai bis zum 6. Juni stand diese Division unter dem Kommando von (Colonel) Charles de Gaulle – zu diesem Zeitpunkt im Rang eine vorläufigen Brigadegenerals (Général de brigade à titre provisoire).
Es folgten Kämpfe in der Region von Laon am 17. und 18. Mai 1940 mit einem Angriff in Richtung Montcornet (Aisne) und die Brücken der Serre, um den Deutschen den Weg in das Département Manche zu versperren. An der Somme attackierte sie am 28., 29. und 30. Mai den Brückenkopf bei Abbeville und versuchte, diesen einzudrücken. Als im Juni die allgemeine Rückzugsbewegung der Franzosen einsetzte, führte sie anhaltende Rückzugsgefechte. Bei einem Angriff gegen die linke Flanke der Division bei Charroux, Champagne-Mouton, Saint-Claude und Chasseneuil traf das 10e RC mit seinen letzten Panzerwagen auf die Spitze der deutschen Angriffstruppen. Mit dem Waffenstillstand am 24. Juni ging das Regiment unter.

### Nachkriegszeit
Im Jahre 1971 wurde das Regiment als inaktiver Kaderverband wieder aufgestellt. Über den weiteren Verbleib ist nichts bekannt, eine Existenz über das Ende des Kalten Krieges hinaus ist aber unwahrscheinlich.

## Standarte
Die Standarte trägt in goldnen Lettern die Namen der Schlachten, an denen das Regiment ehrenvoll teilgenommen hat:
- VALMY 1792
- FLEURUS 1794
- AUSTERLITZ 1805
- ECKMÜHL 1809
- LA MOSKOVA 1812
- YPRES 1914
- FLANDRES 1914–1918
- LAONNAIS 1940

## Auszeichnungen
Das Fahnenband ist mit dem Croix de guerre 1914–1918  mit zwei Palmenzweigen dekoriert.
Die Angehörigen des Regiments haben das Recht, die Fourragère in den Farben des Croix de guerre 1914–1918 zu tragen. (Das gilt auch für aufgelöste Einheiten, die irgendwann reaktiviert werden – in der Französischen Armee nichts Ungewöhnliches.)